# Bova (Mbonge)
Pour les articles homonymes, voir Bova.
Bova (ou Bova Bamboko, Wova) est un village du Cameroun situé dans le département de la Meme et la Région du Sud-Ouest. Il fait partie de la commune de Mbonge.

## Population
On y a dénombré 50 habitants en 1953, puis 171 en 1968, principalement des Bamboko.
Lors du recensement national de 2005, la localité comptait 1 939 habitants.